# Ropica sechellarum
Ropica sechellarum är en skalbaggsart som beskrevs av Stefan von Breuning 1957. Ropica sechellarum ingår i släktet Ropica och familjen långhorningar.
Artens utbredningsområde är Seychellerna. Inga underarter finns listade i Catalogue of Life.